# 송현우 (변호사)
송현우(宋賢優, 1981년 11월 14일~)은 대한민국의 변호사이다.
1981년 부산에서 태어났다. 고려대학교 법학과를 졸업한 후 부산대학교 법학전문대학원에서 전문석사 과정을 마쳤고, 2014년 3회 변호사시험에 합격하여 변호사 자격을 취득했다.
2021년 대한변호사협회 이사로 임명되었고, 2022년 부산고등법원 조정위원으로 위촉되었다. 대한변호사협회에 민사법과 이혼분야 전문변호사로 등록되어있다. 현재 소속은 법무법인 유화이다.
홈페이지 주소는 https://www.hwl.co.kr이다%5B깨진+링크(과거+내용+찾기)%5D.